# Hicetes de Siracusa
Hicetes de Siracusa (en llatí Hicetas, en grec antic Ἱκέτας o Ἱκέτης) fou un governant grec nascut a Siracusa i tirà d'aquesta ciutat entre el govern d'Agàtocles i el de Pirros de l'Epir.
A la mort d'Agàtocles el 289 aC el seu assassí Menó va matar el net del tirà, Arcàgat el jove (Archagathus) i va assolir el comandament de l'exèrcit amb el que el mort estava assetjant Etna, i amb aquest exèrcit es va dirigir a Siracusa. L'assemblea de Siracusa va enviar contra ell a Hicetes amb forces considerables i durant un temps i va haver enfrontaments sense resultats decisius. Finalment Menó va cridar en el seu ajut als cartaginesos i va obtenir la superioritat i Siracusa va haver de signar una pau desfavorable.
Una mica després una revolta va provocar l'expulsió dels mercenaris campanis coneguts després com a mamertins i segurament en aquell moment el cap de l'exèrcit Hicetes va prendre el poder, ja que Diodor de Sicília diu que va governar nou anys (Hicetes II, vers 289 aC o 288 aC a 280 aC o 279 aC). Del seu període de govern només se sap d'una guerra contra Fínties, tirà d'Agrigent, en la que Hicetes va obtenir una victòria notable, i una guerra contra els cartaginesos que el van derrotar a la vora del riu Terias. No gaire abans de l'arribada de Pirros a Sicília va ser expulsat del poder per Tinió de Siracusa el 279 aC o màxim el 278 aC. Es coneix una moneda siracusana que porta inscrit el seu nom.